# Gastone Lenzi
Gastone Lenzi (Bolzano, 15 maggio 1927 – Sant'Omero, 26 febbraio 2021) è stato un calciatore e allenatore di calcio italiano, di ruolo portiere.

## Carriera

### Giocatore
Inizia l'attività nel Centro, squadra rionale di Bolzano, e poi nel Gruppo Sportivo Lancia; nel 1945, a seguito della fusione di diverse realtà cittadine, passa al Bolzano, di cui Lenzi diventa portiere titolare e con cui ottiene la promozione in Serie B. Con la squadra altoatesina partecipa al campionato di Serie B 1947-1948, concluso con la retrocessione, disputando 19 partite.
Al termine del campionato, durante il servizio militare, effettua un provino per la Roma, su invito di Fulvio Bernardini; il trasferimento tuttavia non si concretizza, e disputa una stagione nella Fortitudo, nel campionato di Promozione. Nel 1949 Giulio Cappelli lo porta allo Spezia, con cui torna a giocare in Serie B; disputa un torneo ad alto livello, e a fine stagione viene ingaggiato dal Torino, in Serie A, in cambio del prestito del mediano Macchi.
Esordisce nella massima serie il 4 marzo 1951, nel pareggio interno con l'Atalanta, e colleziona in tutto 7 presenze, dietro al titolare Emilio Buttarelli; la stagione viene condizionata da un serio infortunio al gomito, che ne comprometterà il prosieguo della carriera. A fine stagione viene restituito allo Spezia, nel frattempo retrocesso in Serie C, e con gli aquilotti disputa il campionato di Serie C 1951-1952, concluso con la retrocessione nella neonata IV Serie.
Rimane a La Spezia fino al 1954, quando fa ritorno al Bolzano con cui conclude la carriera nel 1959.

### Allenatore
Terminata l'attività agonistica, intraprende quella di allenatore, che alterna al lavoro di ragioniere nella segreteria del comune di Bolzano. Siede sulla panchina del Piani Bolzano e della Virtus Don Bosco, formazioni dilettantistiche locali, oltre che della rappresentativa regionale. Nel 1966 consegue il patentino di allenatore insieme a Enzo Bearzot, e due anni più tardi guida il Bolzano nel campionato di Serie C 1967-1968, senza evitarne la retrocessione in Serie D.
In seguito allena anche il Clodia (in Serie D) e la Pro Vasto, prima di ritornare brevemente alla guida del Bolzano nel Campionato Interregionale 1982-1983.
A partire dal 1999 si stabilisce definitivamente ad Alba Adriatica per motivi di salute. È morto all'ospedale della vicina Sant'Omero il 26 febbraio 2021 all'età di 93 anni.

## Palmarès

### Giocatore

#### Competizioni nazionali
- IV Serie: 2

Bolzano: 1955-1956, 1958-1959
- Campionato Interregionale: 1

Bolzano: 1957-1958